# 高ノ山三郎
高ノ山 三郎（たかのやま さぶろう、1896年11月15日 - 没年不明）は、和歌山県和歌山市出身で出羽海部屋に所属した力士。本名は宮尾 三郎。176cm、94kg。最高位は西前頭6枚目。得意技は右四つ、寄り、投げ。

## 経歴
早稲田実業高校に在学中、自ら角界に飛び込んだインテリ力士。
1912年5月初土俵、1919年5月十両昇進。1922年1月入幕を果たす。病気療養中に家族とともに関東大震災に遭遇し、本人以外の家族は全員死亡したため、悲嘆に暮れてしまい、1924年1月場所前に27歳の若さで廃業した。被災当時、義両親、二人の義姉、妻と二人の子供がいたが、妻は翌月に第三子の出産を控えていたという。
廃業後は家族の冥福を祈るため、高野山で出家得度を受け、満州にいる兄の元に身を寄せ、その後、四国巡礼のお遍路さんになったというが、その後の消息は不明。

## 主な成績
- 通算成績：24勝32敗17休2預 勝率.429
- 幕内成績：13勝20敗17休1預 勝率.394
- 現役在位：11場所
- 幕内在位：5場所

### 場所別成績
| 1919年 （大正8年） | x                        | 西十両10枚目 3–2       |
| 1920年 （大正9年） | 西十両3枚目 2–4          | 西十両11枚目 1–3 (1預) |
| 1921年 （大正10年） | x                        | 西十両7枚目 5–3        |
| 1922年 （大正11年） | 東前頭16枚目 4–6         | 西前頭13枚目 4–6       |
| 1923年 （大正12年） | 東前頭12枚目 4–2–3 (1預) | 西前頭6枚目 1–6–4      |
| 1924年 （大正13年） | 西前頭13枚目 引退 0–0–10 | x                      |
| 各欄の数字は、「勝ち-負け-休場」を示す。 優勝 引退 休場 十両 幕下 三賞：敢=敢闘賞、殊=殊勲賞、技=技能賞 その他：★=金星 番付階級：幕内 - 十両 - 幕下 - 三段目 - 序二段 - 序ノ口 幕内序列：横綱 - 大関 - 関脇 - 小結 - 前頭（「#数字」は各位内の序列） |                          |                        |

## 改名
- 高ノ山 三郎（たかのやま さぶろう）1912年1月場所 - 1924年1月場所[2]